# Rally di San Martino di Castrozza

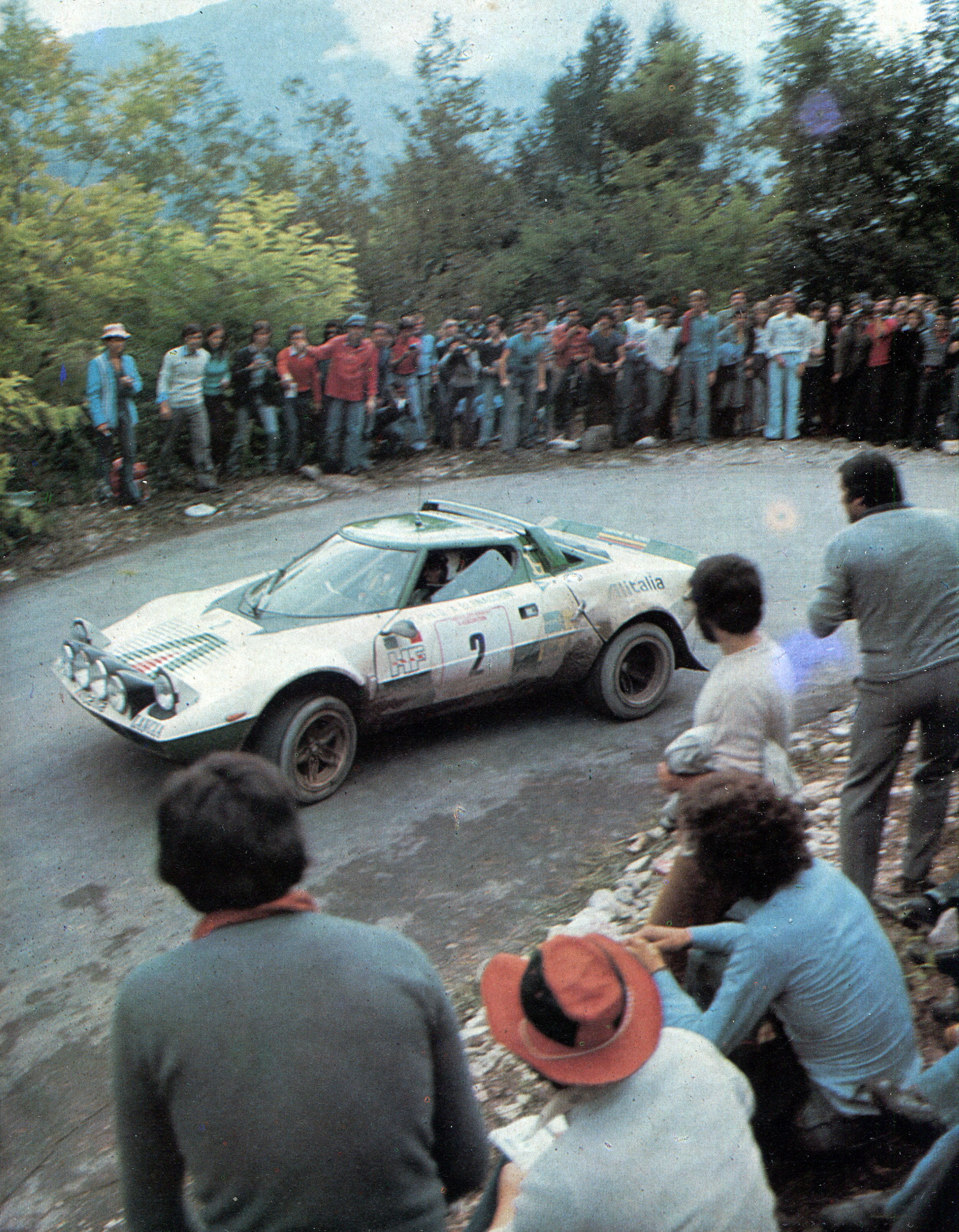
Raffaele Pinto, su Lancia Stratos, impegnato nella prova speciale di Valnevera nella vittoriosa edizione 1975 del rally primierotto.

Il Rally di San Martino di Castrozza è una manifestazione rallistica che si disputa principalmente nell'omonima città e nel Primiero, in Italia. Dal 2025 è parte dell'International Rally Cup.

## Storia
La prima edizione del rallye risale al 1964. L'idea di organizzare una manifestazione automobilistica con epicentro il Primiero scaturì dall'incontro di due appassionati: l'avvocato Luigi Stochino e il conte Pietro Bovio, presidente dell'Azienda Autonoma di San Martino di Castrozza, uniti nella professione di avvocato. L'intento era quello di rivitalizzare la stagione estiva di San Martino e allo stesso tempo introdurre una specialità che all'epoca in Italia era quasi inesistente.
Il 1963 fu dedicato alla ricerca del percorso. L'anno dopo il rallye era pronto: il percorso prevedeva 1600 chilometri snodantisi nella suggestiva cornice delle Dolomiti, lungo i quali le strade sterrate si intrecciavano e si confondevano con il paesaggio. Punto di riferimento era San Martino di Castrozza, che per quattro volte era attraversato dalla corsa. Sessantaquattro gli equipaggi partecipanti di cui 34 arrivarono alla fine; vincitori Arnaldo Cavallari e Sandro Munari su Alfa Romeo Giulia TI Super. Generale l'entusiasmo, anche dei piloti che avevano manifestato prima della gara le loro perplessità per la lunghezza del percorso e il suo ritmo.
Subito dopo la prima edizione, sempre nel 1964 si diede vita a un challenge internazionale, la Mitropa Cup, inizialmente per Italia, Austria e Germania Ovest, e poi estesa anche a Ungheria, Polonia, Jugoslavia e Cecoslovacchia. La prima edizione del 1965 fu vinta dagli austriaci Romberg-Ferner. Il Rally di San Martino di Castrozza può quindi essere considerato l'antesignano del nuovo rallismo italiano. La nuova formula si impose e sorsero successivamente altre manifestazioni a sua imitazione, quali il Rally dell'Elba o il Rally delle Alpi Orientali.
Ma il successo di una manifestazione tanto affascinante impose problemi di sicurezza. Non esistendo all'epoca una normativa italiana in materia, gli organizzatori tramite la C.S.A.I, provvidero prontamente alla stesura di un rigido regolamento che tutelasse la sicurezza dei partecipanti e degli appassionati; regolamento che solo in un secondo tempo entrò a far parte integrante del codice della strada. Per ribadire l'importanza che le condizioni di sicurezza rivestivano nell'ambito di gare di questo genere, per evidenziare tratti inediti e aspetti suggestivi della manifestazione, oltreché per pubblicizzare la nuova formula rallistica, nel 1968 venne realizzato dal comitato prganizzativo del rallye un filmato che, inviato al 25º Festival Internazionale del Documentario Sportivo di Cortina d'Ampezzo, fu proclamato vincitore assoluto.
Frattanto le edizioni del rallye si susseguirono ininterrotte fino al 1977.	La manifestazione scalò tutti i gradi di validità internazionale raggiungendo prima il campionato europeo, poi il campionato mondiale conduttori. Nel 1977 condizioni impossibili imposte dalla Pubblica Amministrazione costrinsero a rinunciare alla organizzazione del rallye: l'ultimo vincitore del "Vecchio San Martino" fu Sandro Munari.

## Albo d'oro
| Anno | Data                  | Denominazione                                                 | Sede                     | Vincitori                                  | Auto                           | Validità                           |
| ---- | --------------------- | ------------------------------------------------------------- | ------------------------ | ------------------------------------------ | ------------------------------ | ---------------------------------- |
| 1964 | 11-13 settembre       | 1° Rally San Martino di Castrozza                             | San Martino di Castrozza | Arnaldo Cavallari Sandro Munari            | Alfa Romeo Giulia TI           | CIR                                |
| 1965 | 3-5 settembre         | 2° Rally San Martino di Castrozza                             | San Martino di Castrozza | Marco Crosina Claudio Maglioli             | Lancia Flavia 1800 Coupé       | Mitropa Rally Cup                  |
| 1966 | 1-3 settembre         | 3° Rally San Martino di Castrozza                             | San Martino di Castrozza | Leo Cella Romano Ramoino                   | Lancia Fulvia Coupé HF         | CIR                                |
| 1967 | 31 agosto-2 settembre | 4° Rally San Martino di Castrozza                             | San Martino di Castrozza | Leo Cella Sergio Barbasio                  | Lancia Fulvia 1.3 Coupé HF     | Mitropa Rally Cup                  |
| 1968 | 29-31 agosto          | 5° Rally San Martino di Castrozza                             | San Martino di Castrozza | Wilfried Gass Willi Bretthauer             | Porsche 911 T                  | Mitropa Rally Cup                  |
| 1969 | 28-30 agosto          | 6° Rally San Martino di Castrozza                             | San Martino di Castrozza | Sandro Munari Arnaldo Bernacchini          | Lancia Fulvia 1.3 Coupé HF     | Mitropa Rally Cup                  |
| 1970 | 27-29 agosto          | 7° Rally San Martino di Castrozza                             | San Martino di Castrozza | Harry Källström Gunnar Häggbom             | Lancia Fulvia 1.6 Coupé HF     | ERC                                |
| 1971 | 26-28 agosto          | 8° Rally San Martino di Castrozza                             | San Martino di Castrozza | Sandro Munari Mario Mannucci               | Lancia Fulvia 1.6 Coupé HF     | ERC                                |
| 1972 | 31 agosto-2 settembre | 9° Rally San Martino di Castrozza                             | San Martino di Castrozza | Sandro Munari Mario Mannucci               | Lancia Fulvia 1.6 Coupé HF     | ERC                                |
| 1973 | 30 agosto-1 settembre | 10° Rally San Martino di Castrozza                            | Venezia                  | Sandro Munari Mario Mannucci               | Lancia Fulvia 1.6 Coupé HF     | ERC                                |
| 1974 | 28-31 agosto          | 11° Rally San Martino di Castrozza                            | San Martino di Castrozza | Fulvio Bacchelli Bruno Scabini             | Fiat 124 Abarth Rallye         | ERC                                |
| 1975 | 28-30 agosto          | 12° Rally San Martino di Castrozza                            | San Martino di Castrozza | Raffaele Pinto Arnaldo Bernacchini         | Lancia Stratos HF              | ERC                                |
| 1976 | 2-4 settembre         | 13° Rally San Martino di Castrozza                            | San Martino di Castrozza | Bernard Darniche Alain Mahé                | Lancia Stratos HF              | ERC                                |
| 1977 | 2-4 settembre         | 14° Rally San Martino di Castrozza                            | San Martino di Castrozza | Sandro Munari Piero Sodano                 | Lancia Stratos HF              | Coppa FIA piloti                   |
| 1978 | 1-3 settembre         | 15° Rallye Internazionale San Martino di Castrozza            | San Martino di Castrozza | L'evento è stato cancellato                | L'evento è stato cancellato    | ERC                                |
| 1995 | 30 giugno-2 luglio    | 15° Rallye San Martino di Castrozza e Primiero                | San Martino di Castrozza | Renato Travaglia Flavio Zanella            | Renault Clio Maxi              | Campionato italiano internazionale |
| 1996 | 19-21 luglio          | 16° Rallye Internazionale San Martino di Castrozza e Primiero | San Martino di Castrozza | Sandro Giacomelli Graziella Bolognani      | Renault Clio Maxi              | Coppa Italia - Zona 3              |
| 1997 | 19-21 settembre       | 17° Rallye Internazionale San Martino di Castrozza e Primiero | San Martino di Castrozza | Renato Travaglia Flavio Zanella            | Peugeot 306 S16                | Campionato italiano 2WD            |
| 1998 | 18-20 settembre       | 18° Rallye San Martino di Castrozza e Primiero                | San Martino di Castrozza | Piergiorgio Deila Claudio Vischioni        | Peugeot 306 Rallye             | Campionato italiano 2WD            |
| 1999 | 24-25 settembre       | 19° Rallye Internazionale San Martino di Castrozza e Primiero | San Martino di Castrozza | Renato Travaglia Flavio Zanella            | Peugeot 306 Maxi               | Campionato italiano 2WD            |
| 2000 | 6-8 luglio            | 20° Rallye Internazionale San Martino di Castrozza e Primiero | San Martino di Castrozza | Piero Longhi Lucio Baggio                  | Toyota Corolla WRC             | CIR                                |
| 2001 | 29-30 giugno          | 21° Rallye Internazionale San Martino di Castrozza e Primiero | San Martino di Castrozza | Claudio De Cecco Alberto Barigelli         | Ford Focus WRC '00             | Trofeo italiano                    |
| 2002 | 18-20 luglio          | 22° Rallye Internazionale San Martino di Castrozza e Primiero | San Martino di Castrozza | Renato Travaglia Flavio Zanella            | Peugeot 206 WRC                | ERC                                |
| 2003 | 17-19 luglio          | 23° Rallye Internazionale San Martino di Castrozza e Primiero | San Martino di Castrozza | Claudio De Cecco Giovanni Battista Campeis | Peugeot 206 WRC                | ERC                                |
| 2004 | 8-10 luglio           | 24° Rallye Internazionale San Martino di Castrozza e Primiero | San Martino di Castrozza | Giandomenico Basso Mitia Dotta             | Fiat Punto S1600               | CIR                                |
| 2005 | 7-9 luglio            | 25° Rallye Internazionale San Martino di Castrozza e Primiero | San Martino di Castrozza | Andrea Navarra Simona Girelli              | Mitsubishi Lancer Evo VIII     | Coppa Ovest-Europea                |
| 2006 | 13-15 luglio          | 26° Rallye Internazionale San Martino di Castrozza e Primiero | San Martino di Castrozza | Renato Travaglia Lorenzo Granai            | Mitsubishi Lancer Evo IX       | Coppa Sud-Europea                  |
| 2007 | 5-7 luglio            | 27° Rallye Internazionale San Martino di Castrozza e Primiero | San Martino di Castrozza | Giandomenico Basso Mitia Dotta             | Fiat Abarth Grande Punto S2000 | Coppa Ovest-Europea                |
| 2008 | 11-12 luglio          | 28° Rallye Internazionale San Martino di Castrozza e Primiero | San Martino di Castrozza | Piero Longhi Maurizio Imerito              | Subaru Impreza S11 WRC '05     | Trofeo italiano                    |
| 2009 | 17-18 luglio          | 29° Rallye Internazionale San Martino di Castrozza e Primiero | San Martino di Castrozza | Elwis Chentre Erica Pogliano               | Citroën Xsara WRC              | Trofeo italiano                    |
| 2010 | 16-17 luglio          | 30° Rallye Internazionale San Martino di Castrozza e Primiero | San Martino di Castrozza | Felice Re Mara Bariani                     | Citroën Xsara WRC              | Trofeo italiano                    |
| 2011 | 15-17 luglio          | 31° Rallye Internazionale San Martino di Castrozza e Primiero | San Martino di Castrozza | Paolo Andreucci Anna Andreussi             | Peugeot 207 S2000              | CIR                                |
| 2012 | 15-17 luglio          | 32° Rallye San Martino di Castrozza TRA                       | San Martino di Castrozza | Eddie Sciessere Valentino Gaspari          | Citroën Xsara WRC              | Trofeo italiano                    |
| 2012 | 14-15 settembre       | 32° Rallye Internazionale San Martino di Castrozza e Primiero | San Martino di Castrozza | Umberto Scandola Guido d'Amore             | Škoda Fabia S2000              | CIR                                |
| 2013 | 14-15 settembre       | 33° Rallye San Martino di Castrozza e Primiero                | San Martino di Castrozza | Eddie Sciessere Luca Baù                   | Citroën C4 WRC                 | Trofeo italiano                    |
| 2013 | 14-15 settembre       | 33° Rallye San Martino di Castrozza e Primiero                | San Martino di Castrozza | Eddie Sciessere Luca Baù                   | Citroën C4 WRC                 | CIR                                |
| 2014 | 13-14 settembre       | 34° Rallye San Martino di Castrozza e Primiero                | San Martino di Castrozza | Marco Signor Patrick Bernardi              | Ford Focus RS WRC '07          | Campionato italiano WRC            |
| 2015 | 10-12 settembre       | 35° Rallye San Martino di Castrozza e Primiero                | San Martino di Castrozza | Marco Signor Patrick Bernardi              | Ford Focus RS WRC '06          | Campionato italiano WRC            |
| 2016 | 9-10 settembre        | 36° Rallye San Martino di Castrozza e Primiero                | San Martino di Castrozza | Marco Signor Patrick Bernardi              | Ford Fiesta RS WRC             | Campionato italiano WRC            |
| 2017 | 8-9 settembre         | 37° Rallye San Martino di Castrozza e Primiero                | San Martino di Castrozza | Marco Signor Patrick Bernardi              | Ford Fiesta RS WRC             | Campionato italiano WRC            |
| 2018 | 14-15 settembre       | 38° Rallye San Martino di Castrozza e Primiero                | San Martino di Castrozza | Manuel Sossella Gabriele Falzone           | Ford Fiesta RS WRC             | Campionato italiano WRC            |
| 2019 | 13-14 settembre       | 39° Rallye San Martino di Castrozza e Primiero                | San Martino di Castrozza | Luca Pedersoli Anna Tomasi                 | Citroën DS3 WRC                | Campionato italiano WRC            |
| 2020 | 4-5 settembre         | Rally San Martino di Castrozza - WRC Plus 2020                | San Martino di Castrozza | Giorgio de Tisi Rudy Pollet                | Ford Fiesta WRC                | -                                  |
| 2020 | 4-5 settembre         | 40° Rallye San Martino di Castrozza e Primiero                | San Martino di Castrozza | Luca Pedersoli Anna Tomasi                 | Citroën DS3 WRC                | Campionato italiano WRC            |
| 2021 | 18-19 settembre       | 41° Rallye San Martino di Castrozza e Primiero                | San Martino di Castrozza | Luca Pedersoli Anna Tomasi                 | Citroën DS3 WRC                | Campionato italiano WRC            |
| 2022 | 9-10 settembre        | 42° Rallye San Martino di Castrozza e Primiero                | San Martino di Castrozza | Corrado Fontana Giovanni Agnese            | Hyundai NG i20 WRC             | CIRA                               |
| 2023 | 23-24 giugno          | 43° Rallye San Martino di Castrozza e Primiero                | San Martino di Castrozza | Stefano Albertini Danilo Fappani           | Škoda Fabia Rally2 evo         | CIRA                               |
| 2024 | 14-15 giugno          | 44° Rallye San Martino di Castrozza e Primiero                | San Martino di Castrozza | Roberto Daprà Luca Guglielmetti            | Škoda Fabia RS Rally2          | Trofeo italiano                    |
| 2025 | 20-21 giugno          | 45° Rally San Martino di Castrozza e Primiero                 | San Martino di Castrozza | Stefano Albertini Danilo Fappani           | Škoda Fabia RS Rally2          | Coppa italiana internazionale      |